# Шестовое
Шестовое — село в Вагайском районе Тюменской области. Административный центр Шестовского сельского поселения.

## Население
| 2010 |
| ---- |
| 367  |

## Улицы
| - пер. Зелёный, - ул. Молодёжная, | - ул. Советская, - ул. Совхозная. |

## Достопримечательности
В деревне находится заброшенная деревянная церковь во имя Петра и Павла.